# Bernd Kardorff
Bernd Kardorff (* 31. Dezember 1967 in Rheydt) ist ein deutscher Dermatologe, Allergologe und Buchautor. 

## Leben
Kardorff begann nach seinem Abitur am Mathematisch-Naturwissenschaftlichen Gymnasium in Mönchengladbach ein Studium mit anschließender Promotion an der Heinrich-Heine-Universität Düsseldorf. Es folgte eine Weiterbildung zum Facharzt für Haut- und Geschlechtskrankheiten, Allergologen und Umweltmediziner im St. Barbara-Hospital Duisburg (Chefarzt Johannes Kunze). 1996 eröffnete er die erste deutsche wohnortnahe Dermatologische Rehabilitationsklinik inmitten eines städtischen Ballungsgebietes (Rhein-Klinik St. Joseph Duisburg) und war bis 1999 ihr ärztlicher Leiter. Seit 1999 ist er niedergelassener Hautarzt in einer Gemeinschaftspraxis in Mönchengladbach.
Seit 2022 ist er angestellter Professor an der Petre Andrei Universität Iasi (Rumänien).

## Medizinische Innovationen
- 1996: Mitbegründung des neuen Therapiezweigs Wohnortnahe Dermatologische Rehabilitation
- 1997: Begründer und Initiator der „Nordrheinwestfälischen Psoriasis-Tage“, der bundesweit größten Veranstaltung für Menschen mit Schuppenflechte
- Ab 2000: Initiator und Juror des VDL-Förderpreises der Vereinigung für ästhetische Dermatologie und Lasermedizin, dem bedeutendsten deutschsprachigen Wissenschaftspreis für Ästhetische Dermatologie und Lasermedizin (bislang in den Jahren 2000, 2002, 2005)
- 2000: Eintragung des „ Hautmodells nach Kardorff, Schnelle-Parker“ zur Hautpflegeschulung von Kindern mit Neurodermitis beim Deutschen Patentamt München
- Seit 2001: Führende Publikationen zur 308-nm-Excimerlaser-Therapie bei Neurodermitis, Schuppenflechte und Vitiligo
- 2003: Einführung des amerikanischen BRAVA-Systems zur nichtoperativen Brustvergrößerung in Deutschland
- Ab 2003: Forschung an der Effektivität der Fettwegspritze (Injektionslipolyse)

## Auszeichnungen
Wissenschaftspreise (Auswahl):
- 1995, 1998 und 2002 mehrfach ausgezeichneter Preisträger der Manuskriptpreise des Georg Thieme Verlag Stuttgart
- 1999: 2. Platz des internationalen Hans Karrer Förderpreises 1999 für Dermatologie im Kindesalter

Weitere Auszeichnungen:
- Verdienstkreuz am Bande des Verdienstordens der Bundesrepublik Deutschland verliehen unter anderem für sein soziales Engagement, die Mitbegründung des neuen Therapiezweigs Wohnortnahe Dermatologische Rehabilitation, die Publikation laienverständlicher Fachbücher über Hautkrankheiten, die Miterfindung eines Hautmodells für Neurodermitiskinder und die Betreuung bundesweiter Selbsthilfegruppen (2009)

## Publikationen
- C. Bachert, B. Kardorff: Allergische Erkrankungen in der Praxis. 2. Auflage. Uni-Med Verlag, Bremen 2001.
- B. Kardorff: Gesunde Haut – Ratgeber von A bis Z. Springer Verlag, Heidelberg / Berlin 2004.
- B. Kardorff: Selbstzahlerleistungen in der Dermatologie und der Ästhetischen Medizin. Ein Lehrbuch der modernen Dermatologie für Ärzte. Springer Verlag, Heidelberg / Berlin 2005.
- B. Kardorff Selbstzahlerleistungen in der Dermatologie und der ästhetischen Medizin Springer-Verlag Berlin Heidelberg, 2. Auflage 2015
- B. Kardorff  Gesunde Haut Die Haut und Hautkrankheiten von A bis Z Springer-Verlag Berlin Heidelberg, 2021, 3. Auflage